# Euglenophyceae
Euglenophyceae, secondo una classificazione tradizionale ormai obsoleta, sono una classe di Protisti in parte autotrofi dell'ormai obsoleto phylum Euglenophyta (oggi ridenominato Euglenida, costituente una classe).
Secondo invece una classificazione filogenetica, essi sono degli organismi del dominio Eukaryota, sottodominio Bikonta, supergruppo Excavata, regno Discoba, phylum Euglenozoa, classe Euglenida. Dunque in tale classificazione monofiletica Euglenophyceae assume il rango di sottoclasse.

## Specie Autotrofe
Questi organismi contengono clorofilla a e b, carotenoidi come pigmenti accessori ma la sostanza di riserva è il paramylon, un polimero del glucosio e non il classico amido.
Un'importante differenza rispetto agli organismi vegetali propriamente detti è la mancanza di una parete cellulare cellulosica; è presente uno strato di proteine con caratteristiche elastiche (periplasto).
Hanno inoltre uno stigma o macchia oculare, il cui ruolo è di percezione unilaterale della luce ed è una modificazione strutturale e funzionale del cloroplasto; vicino ad esso, nelle specie d'acqua dolce, è presente un vacuolo contrattile che regola l'effetto dell'osmosi espellendo acqua.
Le specie fotosintetiche sono fotoauxotrofiche, cioè richiedono la disponibilità, nell'ambiente, di una o più vitamine, in particolare quelle del gruppo B non sono mai state osservate
Le specie fotosintetiche presentano cloroplasti presumibilmente acquisiti per endosimbiosi secondaria di un'alga verde prasinofita del gruppo Pyramimonadales,6 poiché sono circondati da tre membrane e contengono clorofille A e B.
I cloroplasti si presentano in gruppi da tre a dodici, mentre i tilacoidi formano gruppi da due a sei, di solito in gruppi di tre.
I cloroplasti possono essere lenticolari, nastriformi, reticolati o stellati. Come pigmenti accessori presentano β-carotene e xantofille. Tra questi ultimi vi sono l'astaxantina, che conferisce loro un colore rossastro, l'ematocromo, ad esempio in Euglena sanguinea, che conferisce un colore rosso all'acqua in cui vive, e l'euglenorodone.
Come materiale di riserva accumulano il paramile (un beta-1-3-glucano, aggregazione lineare del glucosio), che compare in grossi globuli, pochi per cellula. Accumulano anche crisolaminarina, che è anche un beta-1-3-glucano, ma ramificato. Può apparire un pirenoide, dove si forma il materiale di riserva, il paramile, che può trovarsi all'interno o all'esterno delle cellule.
Se le euglene vengono poste al buio, perdono i loro plastidi, rimanendo sotto forma di proplastidi, che ripigmenteranno con la luce.

## Specie Eterotrofe
Alcune specie sono eterotrofe, ma circa un terzo possiede cloroplasti con Clorofille a e b, come le alghe verdi, dalle quali, tuttavia, differiscono sotto vari aspetti.
Altre specie, come l'Euglena viridis sono mixotrofi, in grado di passare, in mancanza di luce, dalla nutrizione autotrofa a quella eterotrofa. Gli euglenidi non pigmentati mostrano fenomeni di fagocitosi e possono assorbire zuccheri e proteine attraverso la membrana cellulare: dunque sono organismi osmotrofi.
Per muoversi usano i flagelli che sono di lunghezza differente e localizzati al polo anteriore della cellula.

## Caratteristiche
Le Euglenophyceae sono organismi fotosintetici, sebbene alcune specie abbiano perso secondariamente i cloroplasti. Sono particolarmente abbondanti negli ambienti eutrofici di acqua dolce e sono indicatori di contaminazione organica. Diverse specie abitano acque salmastre ed estuari e alcuni lignaggi fanno parte del plancton marino. Vivono nei sedimenti o nuotano nella colonna d'acqua.
Tre generi sono esclusivamente marini, i cloroplasti possiedono un corredo di pigmenti analogo a quello delle alghe verdi, sono circondati da tre membrane e presentano tilacoidi riuniti in gruppi di tre Pigmenti: Clorofille a e b, beta-carotene, Zeaxantina e altre sostanza di riserva: il Paramylon, un polisaccaride (b-1-3-glucano) che si deposita nel citoplasma in forma di granuli o dischetti.
Hanno forme variabili anche all'interno della stessa specie: sono solitamente flagellati, ma possono diventare immobili cambiando forma, oppure diventare sferici e incistati. La cellula presenta una tasca o invaginazione apicale o subapicale costituita da un canale stretto e da un serbatoio. In questa tasca sono inseriti i flagelli. Possono esserci due flagelli uguali o disuguali, il secondo flagello può anche essere più corto e attaccato alla base del lungo flagello; alcune specie hanno più di due flagelli. Normalmente il flagello emergente presenta una fila di mastigonemi. Può comparire uno stigma o un punto oculare, con un fotorecettore sensibile alla luce.
Mancano di una parete cellulare, ma hanno una pellicola di copertura cellulare o un periplasto proteico all'interno della membrana plasmatica. Il periplasto, eventualmente ornato, è costituito da un insieme di bande incastrate l'una dentro l'altra in modo tale da consentire lo scorrimento per movimenti di contrazione ed espansione. Al di sotto ci sono microtubuli e vescicole di mucillagine coinvolte nella formazione del periplasto.5 
A volte la mucillagine viene prodotta esternamente, formando una lorica.

## Struttura cellulare
Il nucleo è di tipo mesocariotico atipico in quanto presenta caratteristiche intermedie tra il nucleo procariotico e quello eucariotico.

## Riproduzione
La riproduzione asessuata avviene per bipartizione, anche quando sono in fase flagellata. Prima c'è una duplicazione di tutti gli organelli e poi la citocinesi seguendo le linee elicoidali delle bande periplastiche. Quando le condizioni non sono favorevoli, si incistano e germinano quando sono favorevoli.
Nella Mitosi, non si forma né un classico fuso mitotico né una piastra equatoriale: l'involucro nucleare e il nucleolo persistono.
I cromosomi non presentano centromeri sono sempre condensati anche durante l'interfase, mancano quasi del tutto di istoni.
Non sono mai state osservate né la meiosi ne la riproduzione sessuale

## Suddivisioni
La classificazione si basa sulla disposizione dei flagelli, ad eccezione di un genere sessile, Colacium, che conserva i flagelli nel serbatoio. Alcuni ceppi di Euglena gracilis sono usati come indicatori della vitamina B12 nel terreno.
Tale sottoclasse comprende circa 800 specie, di acque dolci ricche di sostanze organiche (Euglena) oppure oligotrofiche (Phacus) dunque estremamente eterogenee. 
Dei 36 generi conosciuti solo 11 contengonocloroplasti e sono in grado di fotosintetizzare: tali generi appartengono ai tre ordini Euglenales, comprendenti 9 generi autotrofi, e altri 4 generi che hanno perso il loro cloroplasto, Eutreptiales,formato da due generi entrambi autotrofi, e infine Rapaza, comprendente generi esclusivamente mixotrofi, ovvero autotrofi facoltativi, capaci anche di fagocitare altri eucarioti.

### Rapaza
Ordine basale delle Euglenophyceae. A differenza degli ordini descritti che sono fototrofi, Rapaza è un mixotrofo capace di fagocitare eucarioti.

### Euglenales
L'ordine degli Euglenales presenta 2 flagelli, uno breve ed uno lungo, dei quali generalmente solo quello lungo emerge da una depressione anteriore detta citostoma o ampolla o pozzo flagellare.
In un rigonfiamento cristallino alla base del flagello lungo è presente il fotorecettore.
Le cellule sono delimitate da una pellicola proteica che decorre sotto alla membrana plasmatica.
Alcune specie presentano una lorica esterna al plasmalemma impregnata di sali di Ferro o di Manganese. Le specie d'acqua dolce hanno anche un vacuolo contrattile.

### Eutreptiales
Differiscono dall'altro ordine in quanto presentano da due a quattro flagelli emergenti uguali o disuguali e sono fondamentalmente di acqua marina o salmastra. Inoltre, tutti i membri del gruppo sono fotosintetici, mentre le euglenales includono anche specie non fotosintetiche.